# Carlos Arias Torrico
Carlos Arias Torrico (Cliza, 26 agosto 1956) è un ex calciatore boliviano, di ruolo difensore.

## Caratteristiche tecniche
Difensore, giocava prevalentemente come laterale. Iniziò la carriera come centrocampista, vestendo la maglia numero 10, salvo poi riposizionarsi in difesa.

## Carriera

### Club
Arias iniziò la propria carriera nella Liga del Fútbol Profesional Boliviano partecipando al torneo del 1979 con il Wilstermann. In seguito divenne titolare nel club di Cochabamba, vincendovi due titoli. Trasferitosi al Bolívar nel 1983, ottenne la vittoria in campionato anche con questa formazione; tornò poi al Wilstermann. Nel 1984 e nel 1985 rimase nella rosa del club rosso-blu; nel 1986 fu di nuovo acquistato dal Bolívar. Sempre da titolare, Arias disputò cinque campionati con la società di La Paz, superando le 130 presenze in massima serie. Nel 1991 passò al San José di Oruro, con cui chiuse la carriera l'anno successivo.

### Nazionale
Il 19 luglio 1983 fece il suo esordio in Nazionale maggiore. Nel 1983 venne incluso nella lista per la Copa América. Esordì in tale competizione il 21 agosto all'Estadio Hernando Siles, scendendo in campo come terzino destro nell'incontro con il Perù. Giocò poi la seconda gara con la Colombia, sempre nel medesimo ruolo. Quattro anni più tardi viaggiò con la Nazionale boliviana alla volta dell'Argentina, ove si svolgeva la Copa América. Debuttò contro il Paraguay, giocando come centrocampista. Fu inoltre impiegato il 1º luglio con la Colombia. Nel 1989 fu chiamato a partecipare alla Copa América in Brasile: debuttò il 6 luglio a Goiânia contro l'Ecuador. Sia in quella occasione che contro Cile (8 luglio) e Argentina (10 luglio) fu schierato a centrocampo.

## Palmarès

### Club

#### Competizioni nazionali
- Campionato boliviano: 5

Wilstermann: 1980, 1981
Bolívar: 1983, 1987, 1988